# Borgo Ticino
Borgo Ticino är en ort och kommun i provinsen Novara i regionen Piemonte i Italien. Kommunen hade 5 166 invånare (2018).